# Kolonia Ostrowicka
Kolonia Ostrowicka (deutsch: Kolonie Osterwitt) ist ein Dorf in der Gemeinde Gniew im Powiat Tczewski in der polnischen Woiwodschaft Pommern.

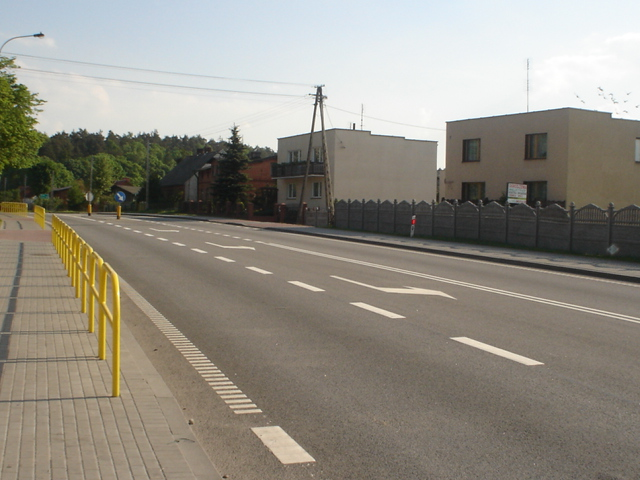
Ortsmittelpunkt von Kolonia Ostrowicka, 2006

## Geschichte
Die Wurzeln des Dorfes liegen im 16. bis zum 18. Jahrhundert. 1905 hatte das Dorf 135 Einwohner.
Mit dem Überfall auf Polen 1939 und der deutschen Besetzung Polens wurden folgende Einwohner des Dorfes ermordet: Edward Chylinski (Schüler), Franciszek Chyla (Priesterseminarist), Bernard  Gliniecki, Jan Gliniecki, Kazimierz Hallagiera, Leon Materna (Invalide), Leon Ordan (Schuhmacher), Benedikt Sajdowski (Student), Bronislaw Smolewski (Stutthof) und Wodkowski. Im Dezember 1939 wurde unter der Leitung von E. von Kries eine lokale NSDAP-Gruppe gegründet. Im Oktober 1943 hatte die Gemeinde Kolonia Ostrowicka eine Fläche von 2948 ha und 3.401 Einwohner.
Am 19. Februar 1945 marschierten sowjetische Truppen in das Dorf ein. 2006 hatte Kolonia Ostrowicka 620 Einwohner.